# Alkibiadés
Alkibiadés (kolem 450 př. n. l. v Athénách – 404 př. n. l. ve Frýgii) byl význačný athénský státník, řečník a vojevůdce. Byl posledním významným členem aristokratické rodiny Alkméonovců, která po skončení peloponéské války ztratila na významu. Alkibiadés sehrál důležitou úlohu ve druhé polovině konfliktu, kdy působil jako demokratický politik, strategický poradce ve Spartě a velitel athénské flotily. V průběhu války Alkibiadés několikrát, často za velmi spletitých okolností, změnil strany. Alkibiadés náleží mezi největší osobnosti athénské historie. Byl výborným vůdcem a velitelem, měl velké kouzlo osobnosti, byl však také pyšný a bezohledný.
Ve svém rodném městě, Athénách, se od roku 420 př. n. l. vyslovoval pro agresivní zahraniční politiku a byl jedním z největších zastánců sicilské expedice. Avšak poté, co ho jeho političtí oponenti obvinili z rouhání a bezbožnosti, uprchl do Sparty. Zde sloužil jako vojenský poradce, který navrhl a zrealizoval několik rozsáhlých vojenských operací proti svým athénským spoluobčanům. Nicméně také ve Spartě si Alkibiadés brzy vytvořil řadu mocných nepřátel, takže byl odsud nucen uprchnout do Persie. Zde sloužil perskému satrapovi Tissafernovi, dokud pro něj jeho političtí spojenci v Athénách nevymohli povolení k návratu do vlasti. Několik let pak sloužil jako athénský vojevůdce (stratég), avšak nakonec ho jeho nepřátelé donutili definitivně odejít do vyhnanství.

## Život
Alkibiadés se narodil v Athénách jako syn Kleinia a Deinomache. Jeho matka patřila k mocné, aristokratické rodině Alkmeónovců. Periklés a jeho bratr Arifón byli Deinomachinými bratranci. Tvrdí se, že Alkibiadova rodina odvozovala svůj původ od Eurysaka, syna Aianta Velkého. Jeho děd, který se jmenoval rovněž Alkibiadés, byl přítelem slavného zakladatele athénské demokracie, Kleisthena. Po smrti svého otce v bitvě u Koróneie v roce 447 př. n. l. vyrůstal Alkibiadés v domě svého strýce a poručníka Perikla, kde byl vzděláván v řečnickém umění mnoha slavnými učiteli a filozofy, jako byl například Sókratés. Vztah Alkibiada a Sókrata popsal Platón ve svém díle Symposion. Alkibiadés byl znám pro svoji vzpurnou a nespoutanou povahu, o čemž se při mnoha příležitostech zmiňovali i sami antičtí řečtí spisovatelé.
V roce 432 př. n. l. se Alkibiadés zúčastnil bitvy u Poteidaie, ve které mu Sókratés zachránil život, za což se mu Alkibiadés odvděčil o osm let později v bitvě u Délia. I přes Alkibiadův obdiv a respekt vůči svému učiteli zůstával jejich vzájemný vztah čistě přátelský. Po smrti Kleóna se Alkibiadés prosadil do čela radikálně demokratické strany v Athénách, přičemž zastával politiku, jejímž cílem byla úplná izolace Sparty. Jeho politickým protihráčem byl Níkiás, který po Periklově smrti převzal vedení umírněných demokratů a usiloval o ukončení peloponéské války uzavřením míru mezi Athénami a Spartou. Výsledkem toho byl po něm pojmenovaný Níkiův mír, který však přesto nepřinesl trvalý klid zbraní.
Alkibiadovi se podařilo zmařit Níkiovo mírové úsilí, když ve funkci stratéga přiměl Athéňany k porušení mírové smlouvy a obnovení válečných operací. V roce 415 př. n. l. vyhověly Athény na Alkibiadovu přímluvu žádosti o pomoc města Segesty a podnikly neúspěšné tažení (sicilská expedice) proti Syrakusám. Alkibiadés byl sice jmenován vrchním velitelem výpravy, avšak během jedné noci krátce před vyplutím loďstva byly v Athénách poškozeny na přední straně hermovky (sochy boha Herma). Podezření z tohoto bezbožného činu padlo (pravděpodobně neprávem) na Alkibiada. Tato ostudná záležitost sice nejprve nebyla vyšetřována kvůli Alkibiadově všeobecné popularitě, nicméně poté, co se lodě vydaly na moře, byl Alkibiadés povolán zpět do Athén z důvodu obžaloby ze zneuctění hermovek a znevažování obřadů při eleusínských mystériích.
Alkibiadés se však nehodlal zpovídat z těchto smyšlených obvinění a raději uprchl do Sparty, kde vyzradil plány tažení na Sicílii a napomohl vzniku spojeneckého svazku mezi Spartou a Syrakusami, které zatím Athéňané oblehli. Rovněž doporučil Sparťanům obsazení strategicky důležité pevnosti Dekeleia v Attice, čímž uštědřil své vlasti těžký úder. Za tuto zradu byl v Athénách odsouzen v nepřítomnosti k trestu smrti a konfiskaci majetku. V roce 412 př. n. l. vytáhl Alkibiadés spolu se Sparťany proti ostrovu Chios, odkud úspěšně podněcoval iónské obce k povstání proti athénské nadvládě a k odstoupení od délského spolku. Alkibiadés však upadl v této době v nemilost i ve Spartě, neboť vyšel najevo jeho románek s manželkou spartského krále Ágida II. Mnozí věřili, že syn Ágidovy ženy Timaii byl ve skutečnosti synem Alkibiada. Ten jen stěží unikl smrti útěkem k perskému satrapovi Tissafernovi. Z Alkibiadova podnětu satrapa následně omezil své platby určené na údržbu peloponéské flotily. Důležitá byla také Alkibiadova rada Tissafernovi, aby nijak nespěchal s nasazením perského loďstva do bojů, protože čím déle se bude válka protahovat, tím více budou obě válčící strany vyčerpané. To by pak umožnilo Peršanům snáze si Helény po skončení konfliktu podrobit. Podle Thúkydida ale Alkibiadés hodlal využít svého vlivu mezi Peršany k uskutečnění návratu do Athén.
Alkibiadés si byl vědom toho, že radikální demokraté sotva kdy budou souhlasit s jeho povoláním zpět do vlasti. Proto navázal kontakt s oligarchicky smýšlejícími veliteli athénského loďstva na ostrově Samos, kteří byli otevřeně nespokojení s athénskou politikou a plánovali svržení stávajícího režimu. Alkibiadés jim slíbil, že pokud dosáhnou zrušení jeho rozsudku a umožní mu vrátit se do Athén, zajistí Athénám perskou finanční pomoc a možná i podporu perské flotily. Velitelé athénského loďstva (jehož posádku ale tvořili prodemokratičtí občané) přistoupili na Alkibiadův návrh. Když však ten nebyl schopen splnit svoje sliby týkající se perské pomoci, distancovali se od něho. V tomto okamžiku se Alkibiadés obrátil na demokraty. Zvláště mu přitom nahrál fakt, že stoupenci oligarchie nebyli schopni získat na svoji stranu flotilu, která ho následně zvolila stratégem. Po tomto neúspěchu se krátká vláda oligarchů v Athénách zhroutila a již v roce 410 př. n. l. byla opět nastolena demokracie. Dříve než se Alkibiadés vrátil do Athén, dosáhl ještě několika důležitých vítězstvích a kromě jiného porazil spartskou flotilu pod velením Mindara v námořní bitvě u Kyziku.
Po těchto úspěších se Alkibiadés na jaře roku 407 př. n. l. konečně odvážil vrátit do Athén. I přes obavy z reakce spoluobčanů byl za všeobecného nadšení uvítán v Pireu jako hrdina. Veškerá soudní řízení proti němu byla zastavena a obvinění z rouhání staženo. Lidové shromáždění (ekklésiá) ho poté zvolilo stratégem s neomezenou plnou mocí na moři i na souši (strategos autokrator).
V roce 406 př. n. l. vyrazil Alkibiadés se stovkou trirém znovu na moře. K nepříteli se přiblížil na místě jménem Notium, poblíž Efesu. Zde přenechal velení flotily svému osobnímu kormidelníkovi, Antiochovi, jemuž současně výslovně zakázal zaútočit, přičemž sám spěchal pomoci Thrasybúlovi. Antiochos se však nerozvážně pustil do bitvy s reorganizovaným spartským loďstvem, jemuž velel Lýsandros, a byl poražen. Tohoto nezdaru využili Alkibiadovi političtí nepřátelé v Athénách k prosazení jeho odvolání, načež Alkibiadés uprchl na své statky na Thráckém Chersonésu. Po definitivní porážce Athén v bitvě u Aigospotamoi hledal Alkibiadés útočiště u frýžského satrapy Farnabaza, zde byl však na popud Lýsandra v roce 404 př. n. l. zavražděn.
O Alkibiadově kráse není snad třeba nic říkati, leč že u něho vzkvétala s každým obdobím a věkem a učinila ho i jako chlapce, i jako jinocha, i jako muže líbezným a milým. Neboť není, jak říkal Eurípidés, u všech krásných i podzim krásný; toto se dostalo Alkibiadovi a jen několika málo jiným pro přirozené vlohy a zdatnost tělesnou. Jeho hlasu prý dokonce slušelo i šišlání, a dodávajíc půvabu jeho žvatlavosti, působilo svůdně.
Plútarchos, Alkibiadés, úryvek

## Alkibiadés v Platónově díle
Alkibiadés je důležitou postavou nejméně ve dvou Platónových dialozích. Jedním je Symposion, v němž poté, co všichni účastníci přednesou svou chvalořeč na boha Eróta, Alkibiadés mezi ně vpadne opilý vínem a přednese nekritickou chvalořeč na Sókrata. Alkibiadova chvalořeč líčí Sókrata velmi podobně, jako předtím zněla řeč Sókratova směřovaná na Eróta. Tu však Alkibiadés neslyšel (přišel až po jejím skončení), a proto jeho řeč, nevědomky připodobňující Sókrata k Erótovi, není řečí Sókratovou ovlivněna. Tato skutečnost má zřejmě podporovat myšlenku podobnosti Eróta a Sókrata.
V dalším dialogu, který se jmenuje Alkibiadés, je „ani ne dvacetiletý“ Alkibiadés po dvou letech osloven Sókratem, který mu chce ukázat, že není připraven vstoupit do veřejného života jako politik. Alkibiadés chce, aby jeho jméno bylo známo všem Hellénům i barbarům (tzn. celému světu). Myslí si, že důležitý rod, ze kterého pochází, a bohatství mu zaručí místo mezi státníky, ze kterých se pak stane největším. Sókratés se ho počne dotazovat, v čem by obci pomohl. Alkibiadés má však problémy na něco takového přijít. Sókratés ho svými otázkami přiměje přiznat, že neví, jaké věci jsou pro obec dobré a spravedlivé. Alkibiadés se hájí tím, že ostatní athénští politici nejsou o nic lepší. Sókratés však Alkibiada přesvědčí, že skutečnými protivníky nejsou ostatní athénští politici, nýbrž Lakedaimoňané či Peršané. Ti jsou podle Sókrata lépe vzděláni, mají urozenější rody i větší bohatství. Alkibiadovy argumenty tak padají a postupně dává Sókratovi za pravdu, že není schopen vést obec. Sókratés vysvětluje a Alkibiadés přitakává, že člověk musí pečovat sám o sebe, aby dosáhl rozumnosti. Rozumnosti by měl dosáhnout proto, že rozumný člověk činí dobro a je schopný k dobru vést i ostatní. Pouze takový člověk je pak schopen a hoden dobře vést obec. Nakonec se Sókratés s Alkibiadem domlouvají, že budou oba nahlížet své duše a tím se budou učit rozumnosti.
Existuje i druhý dialog, Alkibiadés II.